# 히노키오
히노키오(HINOKIO, 일본어: ヒノキオ)는 2005년 개봉한 영화이다.
로봇이 중심이 되는 영화로, CG가 많이 사용되고 있는 작품이다.
본작품에서는 울트라 시리즈 등의 미술담당으로 알려진 이케야 노리요시가 미술을 담당하고, 디지털 합성을 사용하는 작품에 처음으로 도전하고 있다. 감독인 아키야마 타카히코는, 히노키오의 아파트에 대해서 이케야가 담당한 《울트라 세븐》 제8화 ‘표적이 된 거리’(狙われた街)에 등장하는 아파트를 이미지하고 있으며, 이케야에도 그 이미지의 재현을 의뢰하고 있다.

## 줄거리
주인공 이와모토 사토루는 교통사고로 모친을 잃고, 자신도 그 쇼크로 재활을 거절, 휠체어에서의 활동을 하며, 마음의 상처로부터 방에 틀여박혀있었다.
사고로부터 1년후, 부등교에 대한 새로운 시험으로 본인이 원격조작하는 로봇에 의한 대리등교가 시험적으로 인정될 수 있게 되면서, 사토루가 그 기념할 만한 제1호가 됐다. 로봇 공학의 기술자이기도 한 사토루의 아버지인 카오루는 자신이 개발한 로봇, H-603을 사토루에게 준다. 사토루는 자택의 집에서 로봇을 조종해서, 1년 만에 학교로 간다. 그 로봇은 동화에 등장하는 ‘피노키오’에 관련지어서 ‘히노키오’라고 불리게 된다. 히노키오라는 이름은 경량화를 위해서 쓰이고 있는 노송나무의 일본어인 히노키라서 붙여지게 된다.
그리고, 사토루는 히노키오를 통해서 보이시하고 급우 중의 골목대장인 준을 시작으로 하는 동료들, 그리고 부친과 접촉하며, 머지않아 마음을 열어가게 되지만...

## 캐스트
- 이와모토 사토루: 혼고 카나타
- 쿠도 준: 타베 미카코
- 이와모토 사토루: 나카무라 마사토시
- 호소노 조이치: 무라카미 유타
- 히라이 켄타: 카토 료
- 타카사카 스미레: 코바야시 료코
- 아키시마 에리코: 호리키타 마키
- 후부키 나츠코: 하라 사치에
- 사카가미 유키: 마키세 리호
- 이와모토 사유리: 하라다 미에코
- 에리(목소리): 하야시바라 메구미

## 스태프 · 제작
- 감독: 아키야마 타카히코 (오버로드 픽처스)
- 원안: 아키야마 타카히코
- 각본: 아키야마 타카히코, 요네무라 쇼지, 스에타니 마스미
- 프로듀서: 우시야마 타쿠지(무비아이), 우에하라 히데카즈, 온다 마사히로
- 미술: 이케야 노리요시, 오카노 마사히로(특수조형 담당)
- 음악: 센주 아키라
- 주제가: YUI 〈Tomorrow's Way〉
- 제작: 쇼치쿠, 이마주, 무비아이 엔터테인먼트, H 파트너즈, 도쿄전력, 렌트랙 재팬, 다카라토미, 간사이 TV 방송, 위성극장, I&S BBDO
- 배급: 쇼치쿠